# Investiție Greenfield
Investiție Greenfield este o investiție în care un investitor pornește de la zero cu un proiect, pe un teren fără infrastructură, iar la final obține o unitate industrială perfect funcțională.